# ريتشارد دافالوس
ريتشارد دافالوس (بالإنجليزية: Richard Davalos)‏ مواليد 5 نوفمبر 1930 في ذا برونكس، نيويورك، الولايات المتحدة - الوفاة 8 مارس 2016 في بربانك، الولايات المتحدة، هو ممثل أمريكي بدأ مسيرته الفنية سنة 1953. فاز بجائزة المسرح العالمي. امتدت مسيرته الفنية لأكثر من 55 عاما.

## الأعمال
- شرق عدن
- كول هاند لوك
- أبطال كيلي
- شيء ما شرير يأتي من هذا الطريق

## روابط خارجية
- ريتشارد دافالوس على موقع IMDb (الإنجليزية)
- ريتشارد دافالوس على موقع الموسوعة البريطانية (الإنجليزية)
- ريتشارد دافالوس على موقع روتن توميتوز (الإنجليزية)
- ريتشارد دافالوس على موقع ألو سيني (الفرنسية)
- ريتشارد دافالوس على موقع أول موفي (الإنجليزية)
- ريتشارد دافالوس على موقع قاعدة بيانات برودواي على الإنترنت (الإنجليزية)
- ريتشارد دافالوس على موقع قاعدة بيانات برودواي على الإنترنت (الإنجليزية)
- ريتشارد دافالوس على موقع قاعدة بيانات الأفلام السويدية (السويدية)
- ريتشارد دافالوس على موقع قاعدة بيانات الفيلم (الإنجليزية)
- ريتشارد دافالوس على موقع كينوبويسك (الروسية)